# تپه زاویه حسن
تپه زاویه حسن مربوط به عصر برنز -هزاره ۱ قم است و در شهرستان خوی، بخش مرکزی، روستای زاویه حسن واقع شده و این اثر در تاریخ ۱۷ اسفند ۱۳۸۱ با شمارهٔ ثبت ۷۸۳۲ به‌عنوان یکی از آثار ملی ایران به ثبت رسیده است.